# Torquigener altipinnis
Torquigener altipinnis es una especie de peces de la familia Tetraodontidae en el orden de los Tetraodontiformes.

## Hábitat
Es un pez de mar de clima subtropical.

## Distribución geográfica
Se encuentra en Australia (incluyendo las islas Norfolk) y Nueva Zelanda (incluyendo las islas Kermadec ).

## Observaciones
Es inofensivo para los humanos.